# 蒂查峰

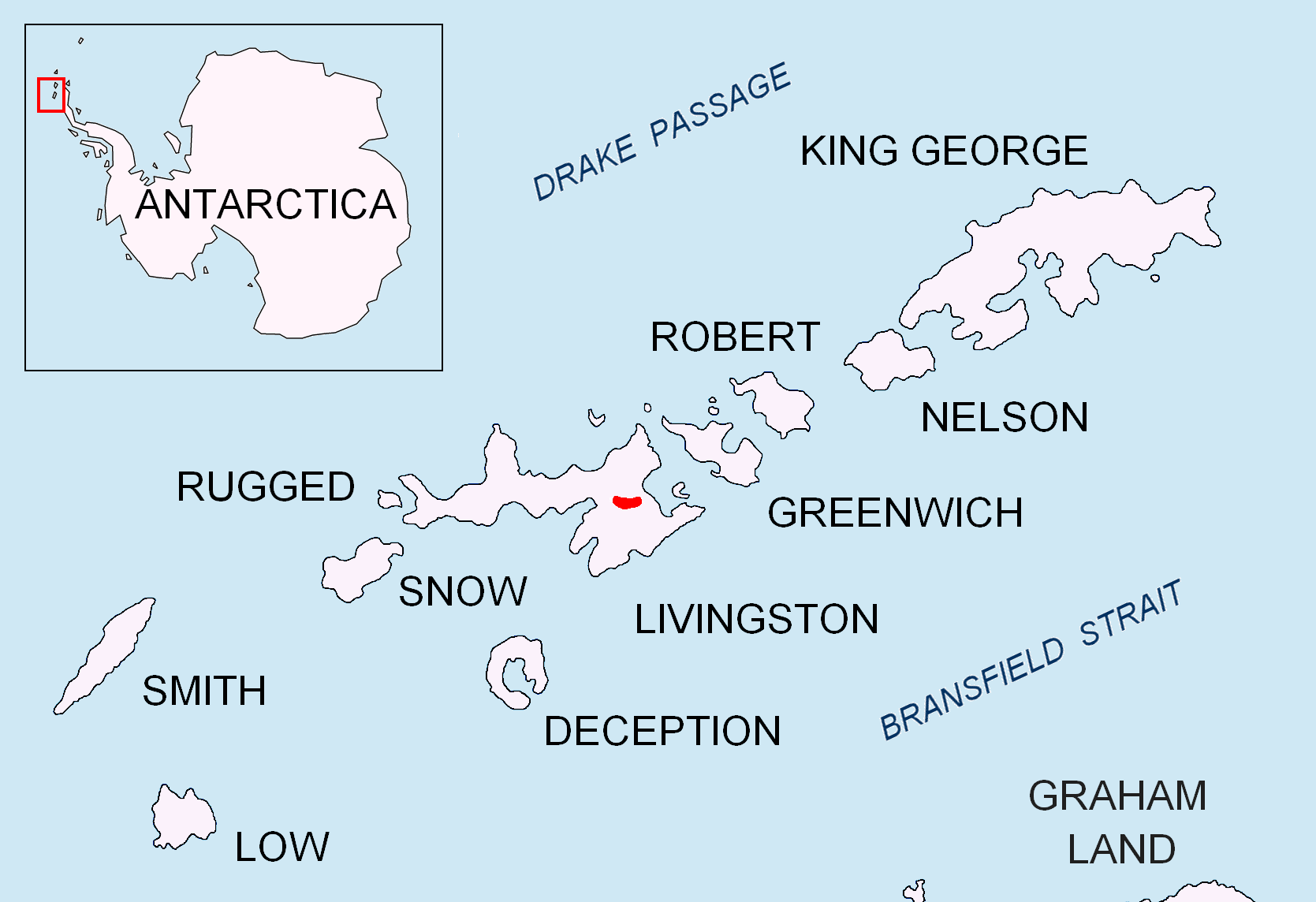

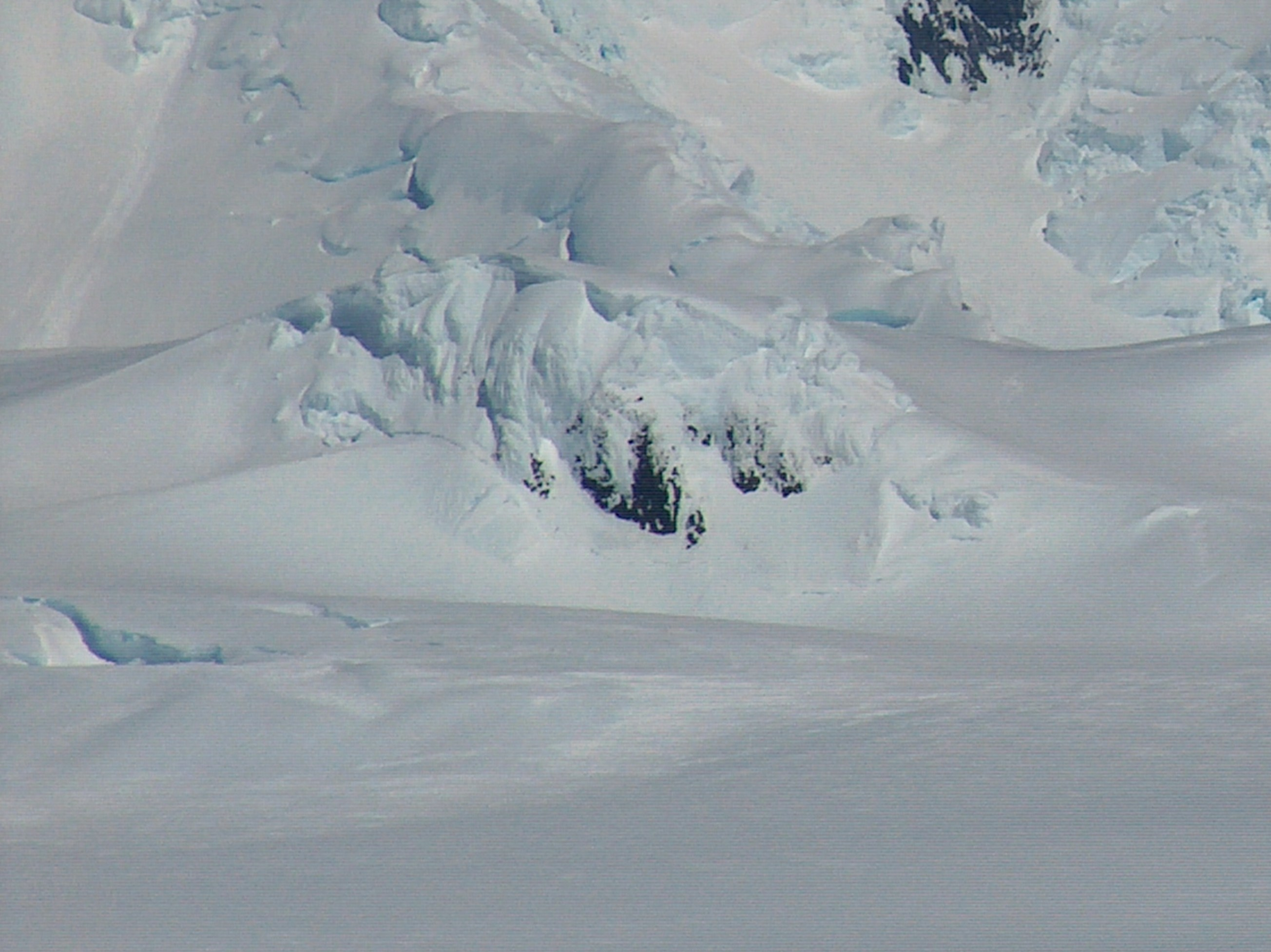

蒂查峰（英語：Ticha Peak），是南極洲的山峰，位於南設得蘭群島的利文斯頓島，處於鮑爾斯山以東0.8公里、萊斯利山以南5.35公里、佩特里奇峰以西0.4公里、阿斯帕魯赫峰以西1.65公里和庫茲馬海穹西北面2.52公里，屬於鮑爾斯嶺的一部分，海拔高度790米，現時由南極條約體系管理。